# NGC 3544
NGC 3544 (NGC 3571) é uma galáxia espiral barrada (SBa) localizada na direcção da constelação de Crater. Possui uma declinação de -18° 17' 24" e uma ascensão recta de 11 horas, 11 minutos e 30,4 segundos.
A galáxia NGC 3544 foi descoberta em 8 de Março de 1790 por William Herschel.